# Gare de Bondy
Pour les articles homonymes, voir Bondy (homonymie).
La gare de Bondy est une gare ferroviaire française des lignes de Paris-Est à Strasbourg-Ville et de Bondy à Aulnay-sous-Bois (dite ligne des Coquetiers), elle est située sur le territoire de la commune de Bondy, dans le département de la Seine-Saint-Denis en région Île-de-France.
Une station provisoire est mise en service en 1849 par la Compagnie du chemin de fer de Paris à Strasbourg puis elle devient une gare du réseau de la Compagnie des chemins de fer de l'Est. En 1938, elle est intégrée dans le réseau ferré national de la Société nationale des chemins de fer français (SNCF). En 1999, elle devient une gare du réseau express régional d'Île-de-France (RER) et en 2006 l'un des terminus du premier tram-train mis en service en France qui prend le nom commercial de ligne 4 du tramway d'Île-de-France (T4).
C'est une gare de la SNCF, desservie par des trains de la ligne E du RER ainsi que par des tram-trains de la ligne T4.

## Situation ferroviaire
Établie à 50 mètres d'altitude, la gare de bifurcation de Bondy est située au point kilométrique (PK) 10,274 de la ligne de Paris-Est à Strasbourg-Ville, entre les gares de Noisy-le-Sec et du Raincy - Villemomble - Montfermeil ; elle est l'origine au PK 0,000 de la ligne de Bondy à Aulnay-sous-Bois (dite ligne des Coquetiers), avant la gare de La Remise à Jorelle.

## Histoire

### Première gare
Les premiers tracés de la section de Paris à Meaux de la ligne de Paris à Strasbourg ne prévoient pas de station entre celles prévues à Noisy-le-Sec et à Gagny. Lors de l'enquête publique ce choix est contesté par les habitants de Bondy qui argumentent sur un potentiel de voyageurs plus important pour une station établie sur leur commune. La Compagnie du chemin de fer de Paris à Strasbourg décida finalement d'y ouvrir une station provisoire. 

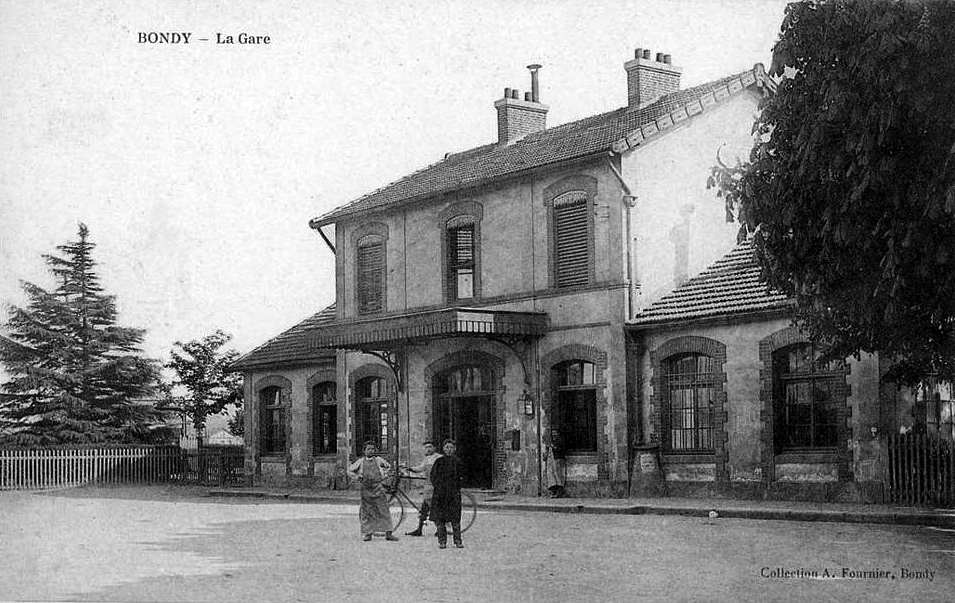
Le bâtiment voyageurs vers 1900.

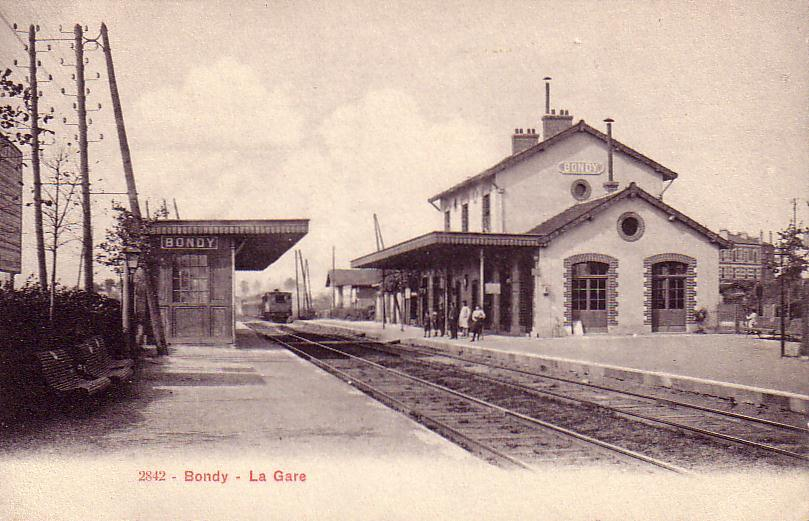
Intérieur de la gare vers 1900.

La station de Bondy est mise en service lors de l'ouverture à l'exploitation de cette section le 5 juillet 1849. L'Illustration, qui consacre un article à cette ouverture « sans cérémonie », revient sur la réputation sulfureuse de Bondy et de sa forêt infestée de brigands pour souligner que cet environnement a changé depuis qu'il y a, près de la station, un dépotoir avec « d'immenses réservoirs » où des trains circulant de nuit viennent déverser quotidiennement le produit des fosses d'aisances parisiennes. Néanmoins, en 1852, les résultats de l'étude comparative de la fréquentation des stations de Noisy-le-Sec et de Bondy confirment un nombre plus important de voyageurs à Bondy. La Compagnie statue sur l'installation définitive de la station de Bondy et la conservation de celle de Noisy du fait qu'elle doit devenir une gare de bifurcation lors de l'ouverture de l'embranchement vers Mulhouse.
En 1868, Adolphe Joanne, dans son guide des environs de Paris illustrés, consacre un paragraphe à cette troisième station, de la ligne de Paris à Strasbourg, établie à un kilomètre du village, de 1 458 habitants. Des omnibus font le parcours pour 10 centimes. Il conseille d'aller se promener dans la forêt qui n'est plus fréquentée que par des chasseurs et des promeneurs, mais en évitant d'approcher le « dépotoir ». En 1869, le trafic voyageurs de la gare est de 57 000 voyageurs.
Le 7 août 1875, Bondy devient une gare de bifurcation avec la mise en service de la voie unique de la ligne de Bondy à Aulnay qui permet de relier les réseaux de la Compagnie des chemins de fer de l'Est et de la Compagnie des chemins de fer du Nord. Bondy est l'un des terminus de la navette qui parcourt la ligne à raison de huit trains mixtes quotidiens en semaine et deux le dimanche.
Son bâtiment voyageurs est une gare standard de type 7 ; il est identique au premier bâtiment de la gare de Noisy-le-Sec ainsi qu'à de nombreuses gares construites par la Compagnie de l'Est dans les années 1850, dont celle d'Esbly qui existe toujours. Il a vraisemblablement subi une modernisation quelques années après sa construction : le remplacement des linteaux droits par des arcs surbaissés ornés de motifs de brique. 

### Deuxième gare

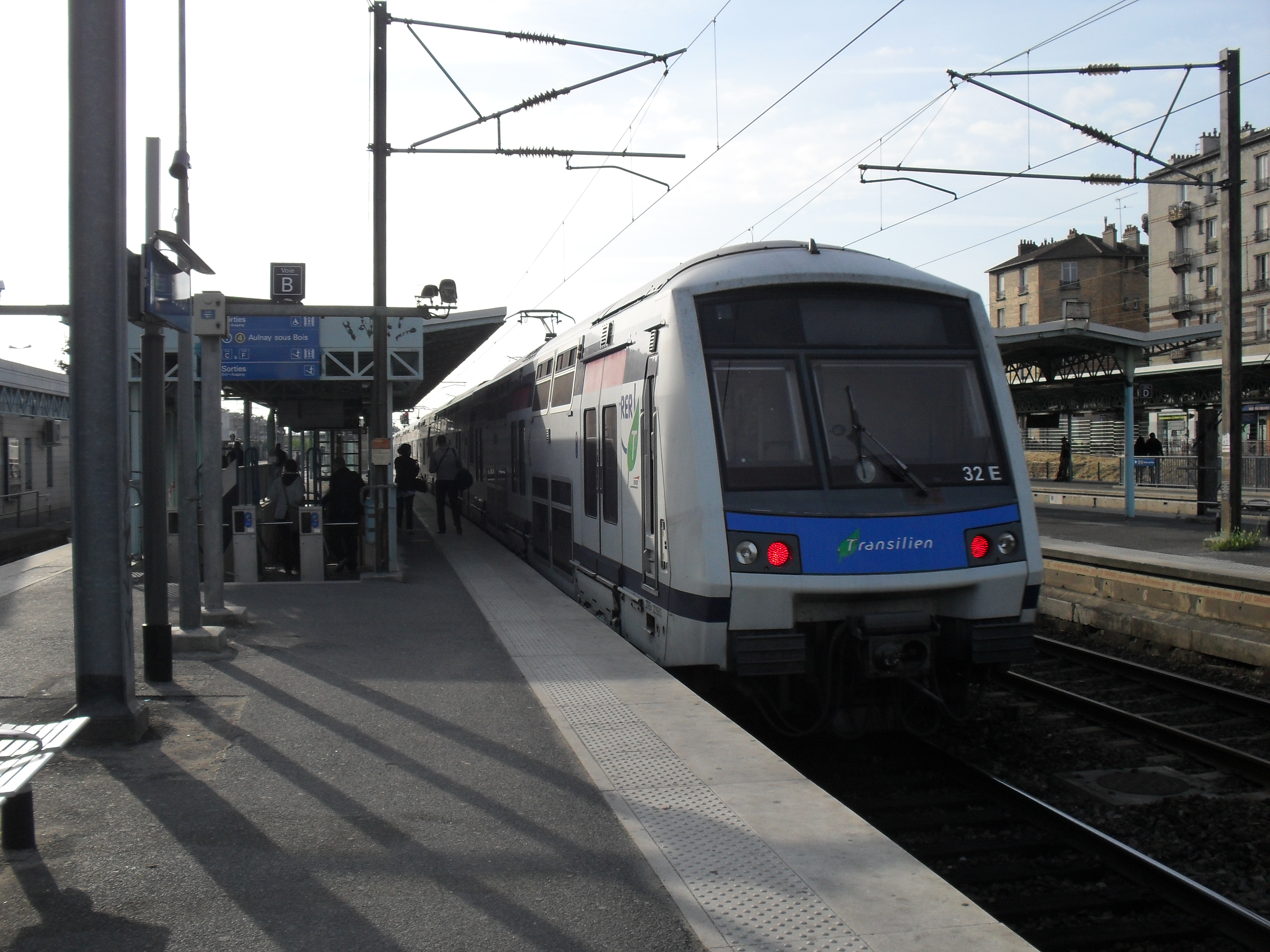
Train RER E à quai (en 2011)

L'ancien bâtiment voyageurs d'origine est entièrement détruit afin d'en construire un nouveau plus grand, plus moderne et plus spacieux. Il est inauguré le 24 mai 1992 afin de préparer la future mise en service de la nouvelle ligne du RER E, dite Eole, qui aura lieu sept ans plus tard en juillet 1999.
Elle est située sur la branche E2 de la ligne E du RER d'Île-de-France.
En 2005, un deuxième passage souterrain pour l'accès aux quais, situé un peu plus à l'est du passage préexistant, est construit sous les voies de la gare. Long de 42 mètres pour 4 m de large, il comporte trois escaliers pour l'accès aux quais et un quatrième pour accéder à un local technique, ainsi que quatre ascenseurs pour l'accès au niveau des quais.
Le projet de modernisation de la ligne de Bondy à Aulnay-sous-Bois (dite ligne des Coquetiers) aboutit à la réalisation d'un « Tram-train d'Aulnay à Bondy », premier de ce type en France. Les nouveaux aménagements du terminus de Bondy impliquent un doublement partiel de la voie A, (rebaptisés 1T4 et 2T4 pour les voyageurs), afin de pouvoir rassembler tous les trams au départ et à l'arrivée de Bondy au même endroit, en abandonnant la voie F (située à l'autre extrémité de la gare) au service voyageur, cette voie est conservée comme voie de garage et d'itinéraire pour rapatrier les trams au dépôt de Noisy-le-Sec. Ces nouveaux aménagements sont inaugurés lors de la réouverture de la ligne par la SNCF le 18 novembre 2006, jour de l'inauguration du tram-train 01 qui exceptionnellement a pris son départ en gare de Paris-Est. Le service commercial prend le nom de ligne 4 du tramway d'Île-de-France (T4).
Durant l'été 2017, le terminus de la ligne T4 est de nouveau réaménagé, en déplaçant les quais à plusieurs centaines de mètres, afin de pouvoir permettre une fréquence de trois minutes aux heures de pointe, dans ce cadre de la réalisation du débranchement de la ligne T4 jusqu'à Montfermeil, une fréquence de trois minutes oblige les rames au terminus du tronçon central à faire demi-tour après chaque fin de mission pour pouvoir repartir dans l'autre sens.

## Fréquentation
De 2015 à 2023, selon les estimations de la SNCF, la fréquentation annuelle de la gare s'élève aux nombres indiqués dans le tableau ci-dessous.
| Année     | 2015       | 2016       | 2017       | 2018       | 2019       | 2020      | 2021       | 2022       | 2023       |
| --------- | ---------- | ---------- | ---------- | ---------- | ---------- | --------- | ---------- | ---------- | ---------- |
| Voyageurs | 12 955 985 | 13 017 323 | 13 024 968 | 12 799 616 | 12 574 385 | 7 412 905 | 11 082 849 | 14 605 023 | 15 540 271 |

## Service des voyageurs

### Accueil
Gare SNCF, elle est accessible par l'entrée principale sur la place de la gare et une entrée secondaire, de l'autre côté des voies, route de Villemomble. Elle dispose d'un bâtiment voyageurs ouvert tous les jours et elle est équipée d'automates, pour l'achat de titres de transport Transilien et Grandes Lignes, et de panneaux d'information sur les départs et arrivées. On y trouve également plusieurs commerces : une boutique de presse Relay, une supérette et un magasin de vêtements.

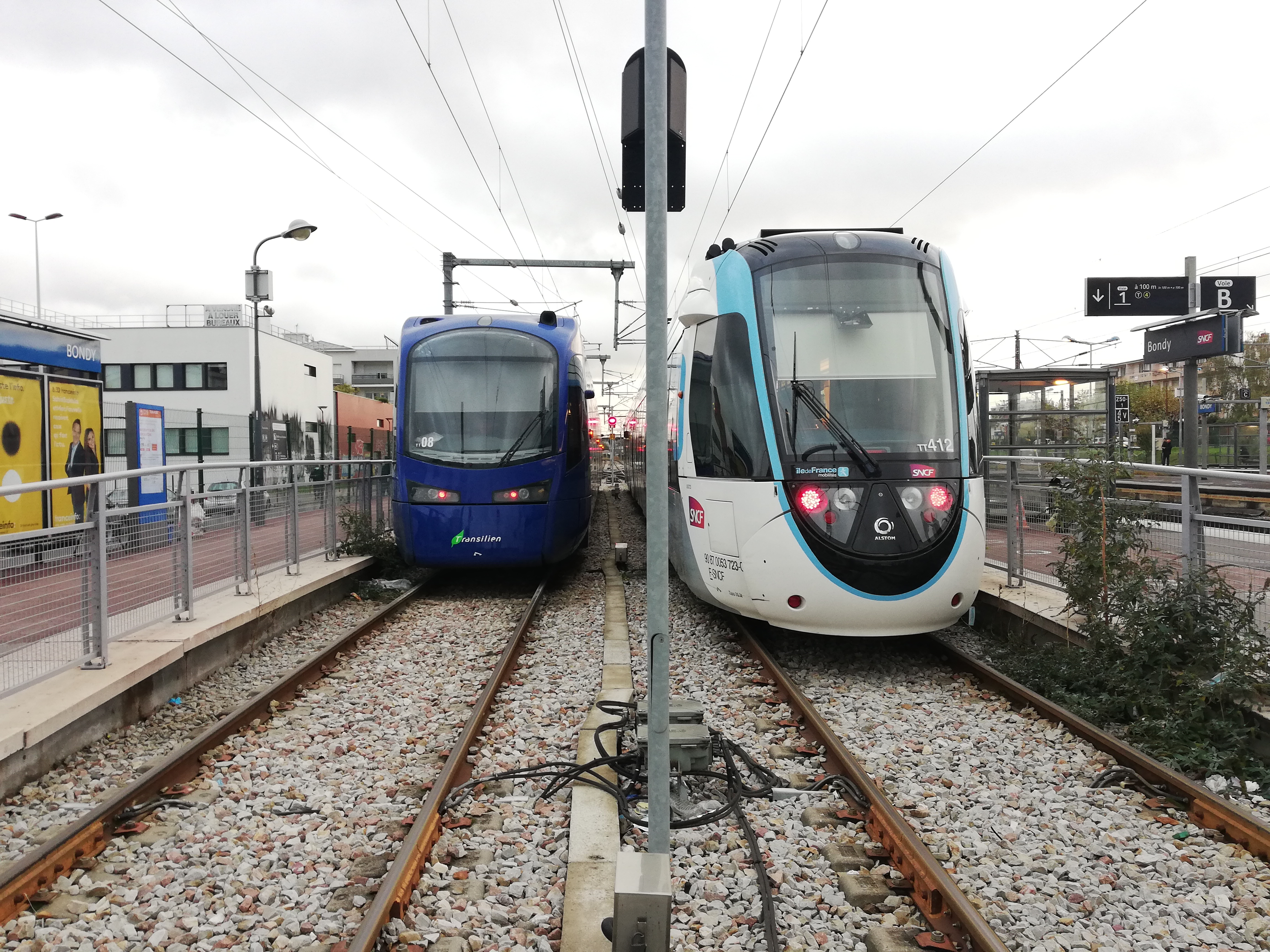
Deux trams-trains le long des quais du T4.

Un souterrain permet l'accès aux quais RER et le passage sous les voies. Il est équipé d'ascenseurs permettant son utilisation par les personnes à mobilité réduite. Par contre, pour traverser les voies du tram-train (T4), il faut emprunter le passage aménagé à niveau. Il y a trois quais doubles dont deux sont uniquement desservis par le RER, le troisième étant partagé avec d'un côté la desserte RER et de l'autre la desserte tram-train T4 qui utilise également un quai latéral.

### Desserte
La gare de Bondy est desservie :
- par les trains du réseau express régional d'Île-de-France (RER) de la ligne E, parcourant la branche E2 entre les gares de Haussmann - Saint-Lazare et de Chelles - Gournay à raison de 4 à 8 trains, dans chaque sens, par heure ;
- par les tram-trains de la ligne 4 du tramway d'Île-de-France (T4), qui circulent sur les relations de Bondy à Aulnay-sous-Bois ou Hôpital de Montfermeil.

À terme, la gare de Bondy pourrait également être desservie par la ligne 15 du métro. L'architecture de cette station du Grand Paris Express a été confiée à SCAPE-Offscape SAS.

### Intermodalité
Un parc pour les vélos et un parking relais, payant, pour les véhicules y sont aménagés. Elle est desservie par les lignes 303, 346 et TUB du réseau de bus RATP, par la ligne 616 du réseau de bus Terres d'Envol, ainsi que par la ligne 2128 du réseau de bus Roissy Est.

Installations de la gare
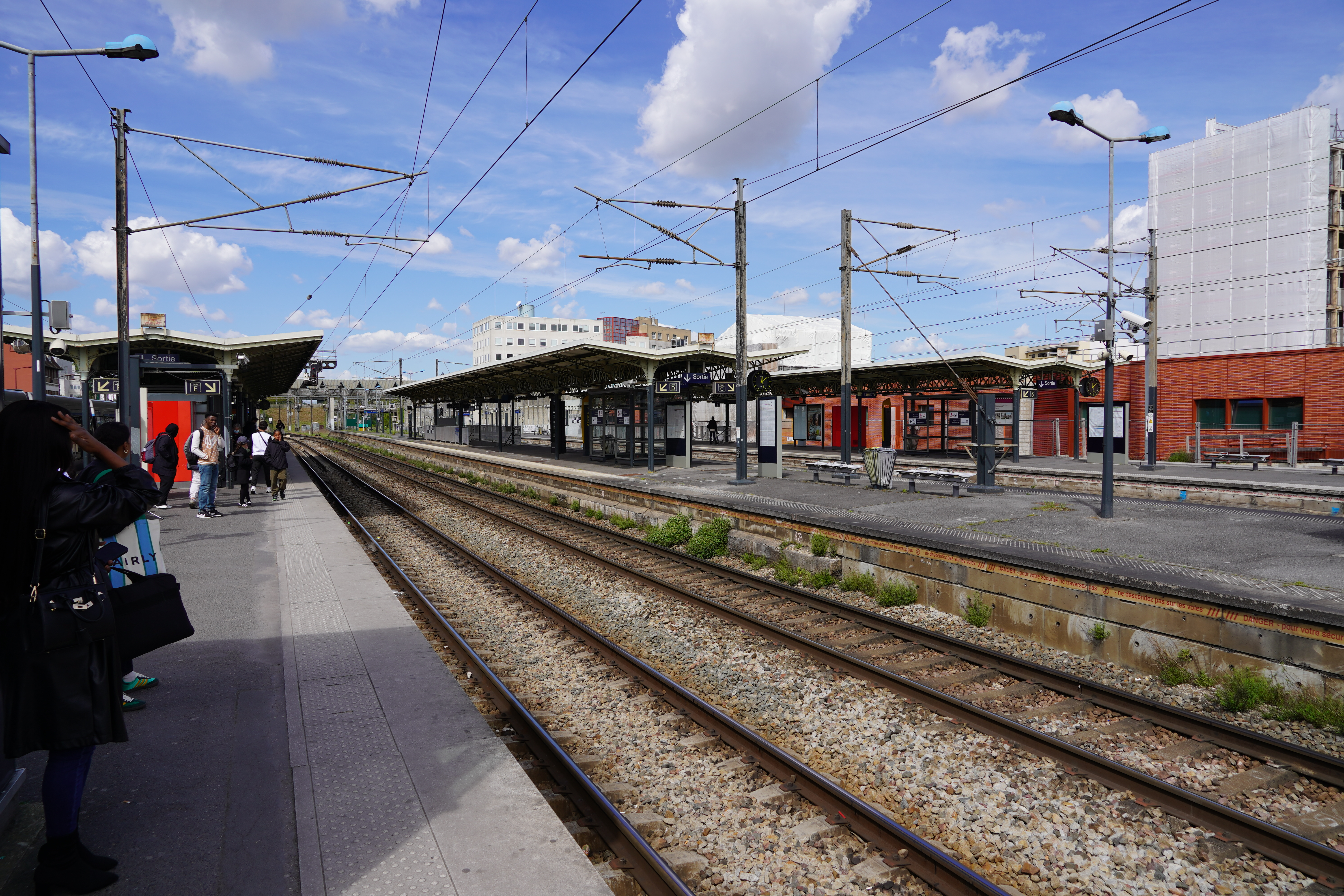
Les voies et quais.
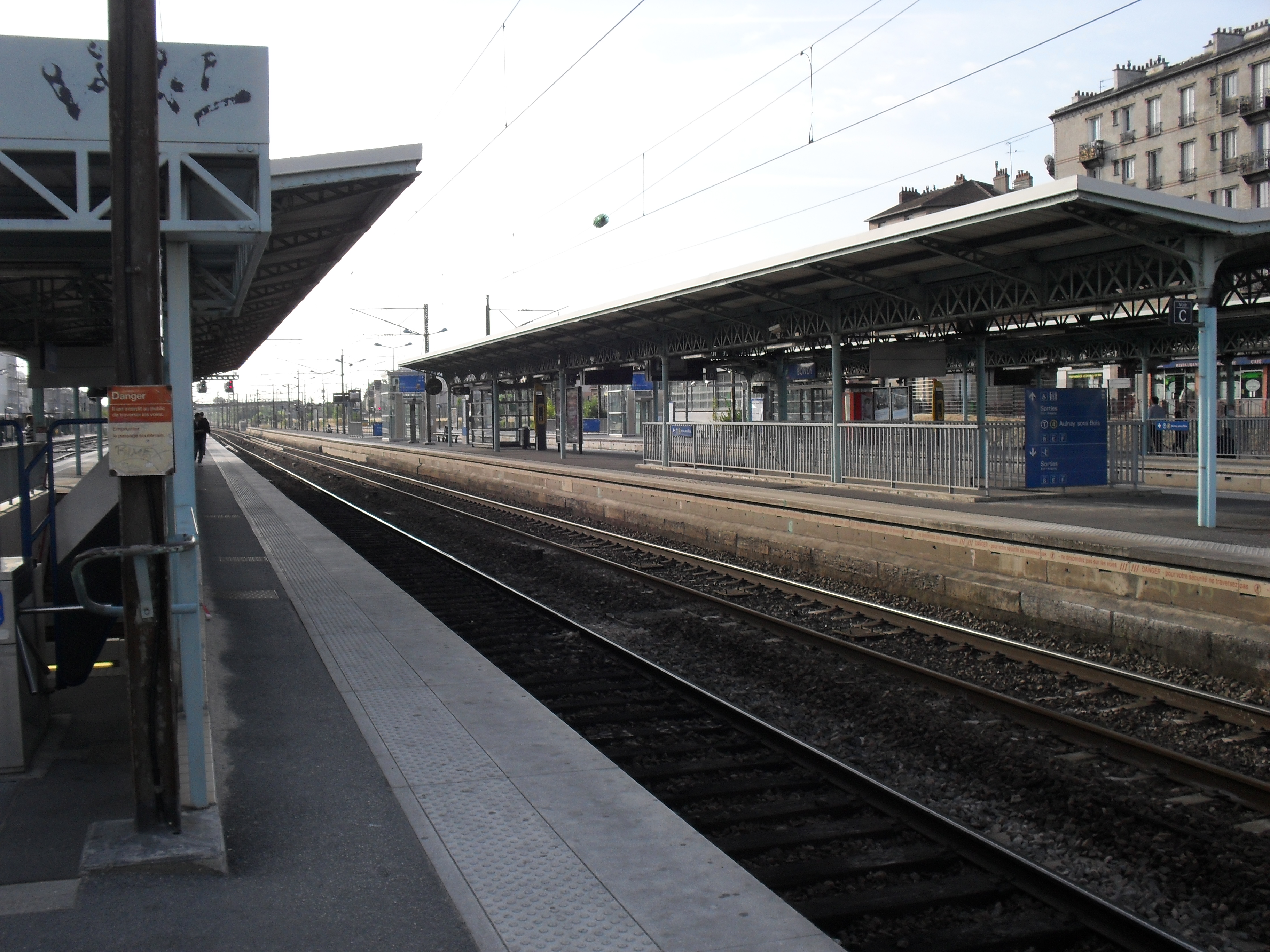
Quais couverts et accès souterrain.
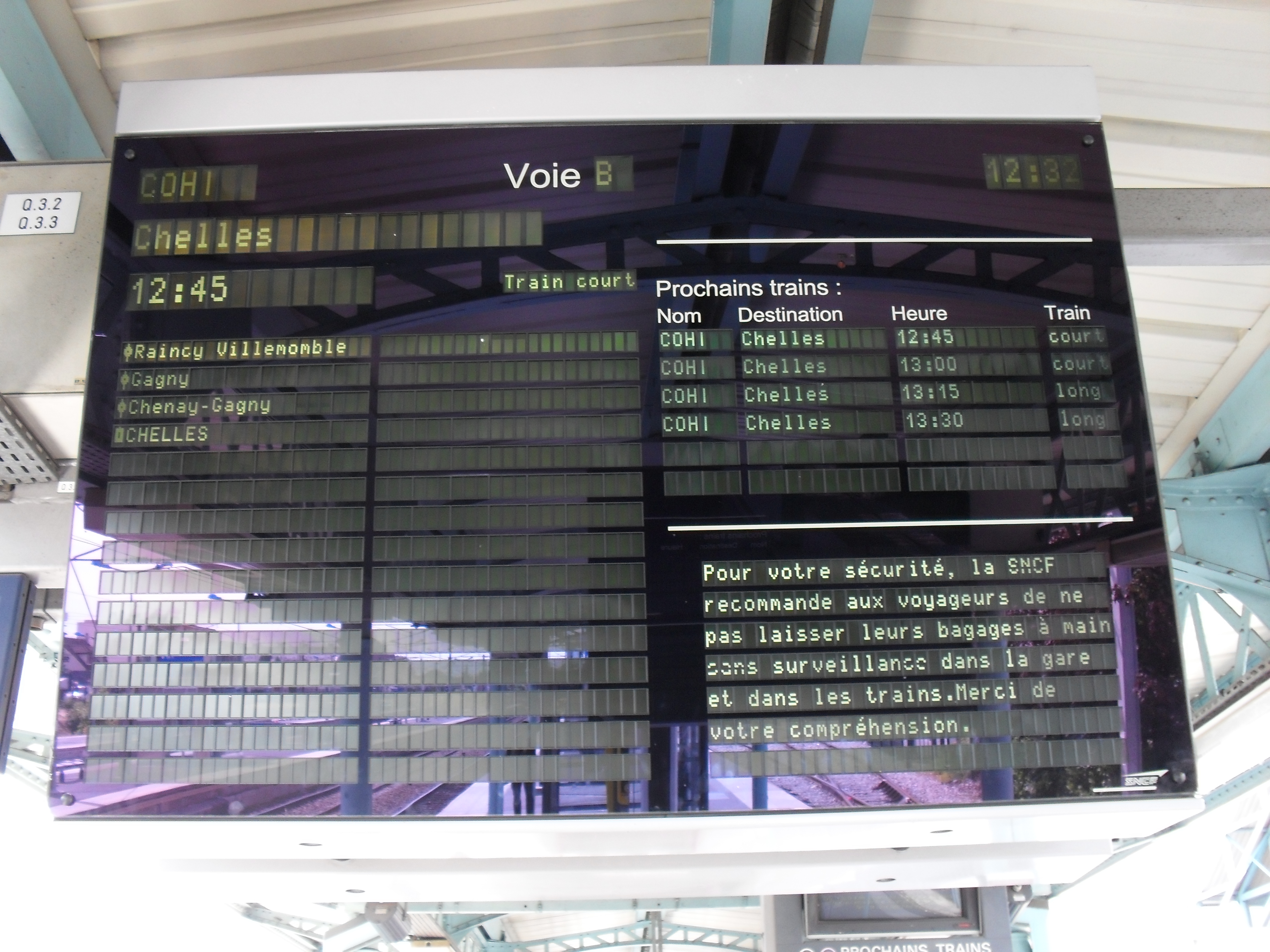
Ancien panneau d'information RER.
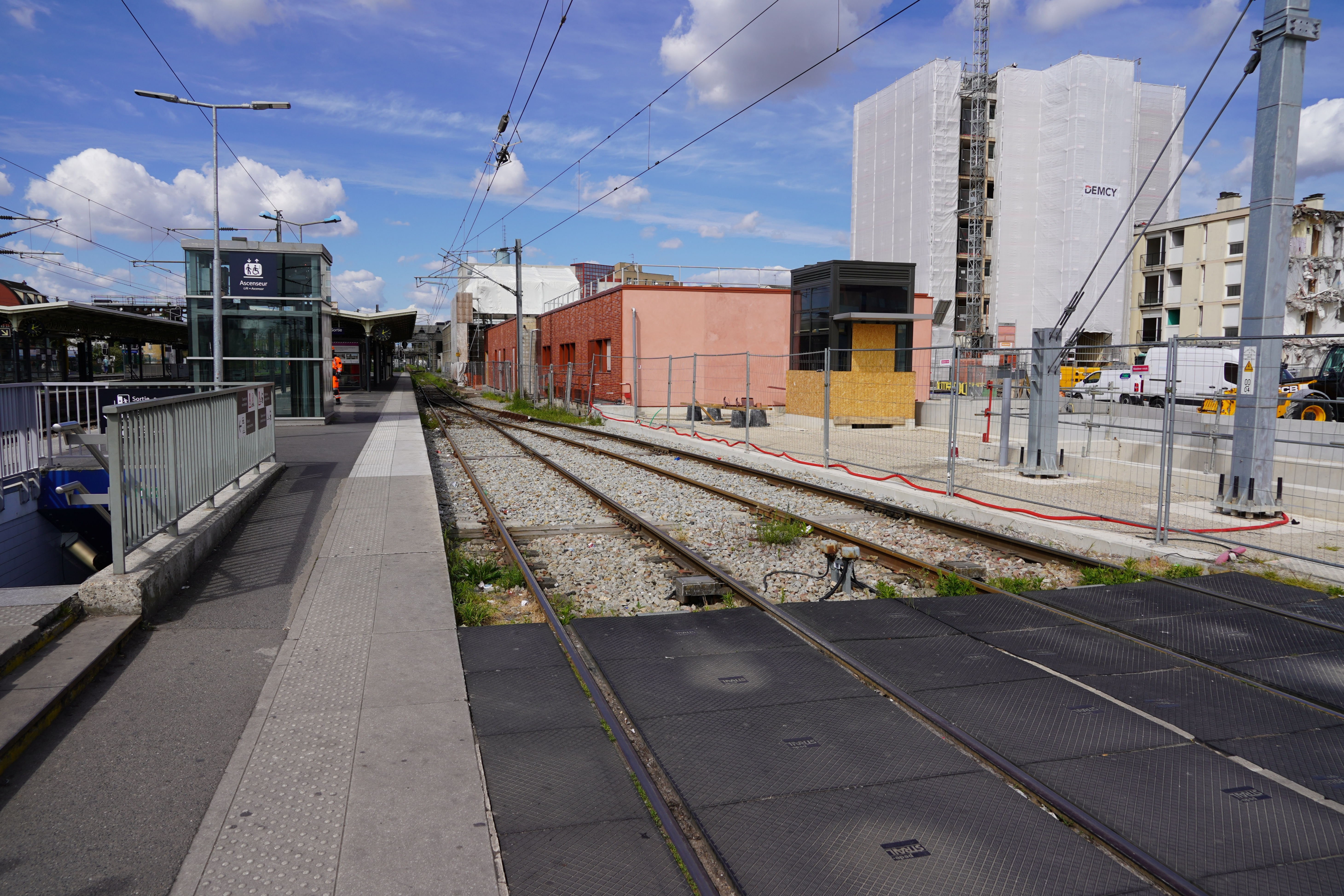
Embranchement de la ligne du tram-train avec le réseau ferré national.